# Coniothyrina agaves
Coniothyrina agaves är en svampart som först beskrevs av Durieu & Mont., och fick sitt nu gällande namn av Petr. & Syd. 1927. Coniothyrina agaves ingår i släktet Coniothyrina, divisionen sporsäcksvampar och riket svampar.   Inga underarter finns listade i Catalogue of Life.